# Tumbadero del Águila
Tumbadero del Águila är en ort i Mexiko.   Den ligger i kommunen Álamo Temapache och delstaten Veracruz, i den sydöstra delen av landet, 230 km nordost om huvudstaden Mexico City. Tumbadero del Águila ligger 26 meter över havet och antalet invånare är 210.
Terrängen runt Tumbadero del Águila är huvudsakligen platt, men norrut är den kuperad. Runt Tumbadero del Águila är det ganska tätbefolkat, med 65 invånare per kvadratkilometer. Närmaste större samhälle är Temapache, 11,7 km norr om Tumbadero del Águila. Trakten runt Tumbadero del Águila består till största delen av jordbruksmark.